# Moerasandoorn
De moerasandoorn (Stachys palustris) is een vaste plant die tot de lipbloemenfamilie (Lamiaceae) behoort. De moerasandoorn geeft een onaangename geur af bij kneuzing.
De 60-80 cm hoge plant komt voor op vochtige standplaatsen, zoals in natte ruigten, langs rivieroevers, langs beken en sloten of in bouwland. De plant verspreidt zich vegetatief met dunne wortelstokken waar aan het eind witte knolletjes zitten vergelijkbaar met aardappel. De knolletjes werden vroeger wel gegeten. De behaarde, holle stengel is vierkantig. De tot 15 cm lange, sterk behaarde, getande bladeren zijn tamelijk smal lancetvormig tot langwerpig-ovaal en aan de voet enigszins hartvormig. De bladeren zijn tegenoverstaand en de bovenste zittend.
De plant heeft 1,2-1,5 cm lange, purperen bloemen, waarvan de onderlip vaak roodachtig gevlekt is. Soms komen ook planten met witte bloemen voor. De bloemen hebben een zwak aromatische geur en staan met vier tot tien stuks in een schijnkrans. De bloeitijd is van juni tot oktober.
De bloemen worden door vele insecten bezocht, waaronder vliegen, bijen, hommels en vlinders, die zowel voor de nectar als voor het stuifmeel komen.
De glimmende, donkerbruine vruchten zijn nootjes en ongeveer 2,5 mm lang.

## Plantengemeenschap
De moerasandoorn is een kensoort voor de klasse van natte strooiselruigten (Convolvulo-Filipenduletea).

## Bijzonderheden
Vroeger werd de plant gebruikt als geneesmiddel voor sneden en wonden. De bladen hebben ontsmettende eigenschappen. Ook werd de wortel gebruikt voor oppervlaktebehandeling bij kneuzingen.

## Namen in andere talen
- Duits: Sumpf-Ziest, Schweins-Rübe
- Engels: Marsh Woundwort, Marsh Hedge Nettle
- Frans: Epiaire des marais